# Mikael Reuter
Gunnar Egid Roger Mikael Reuter [röj-], född den 17 maj 1943 i Helsingfors. är en finlandssvensk språkvetare, son till Ole Reuter, sonson till Enzio Reuter, far till Andrea Reuter.
Mikael Reuter är före detta chef för Svenska språkbyrån (numera: Svenska avdelningen)  vid Institutet för de inhemska språken i Finland. Han har varit ordförande för Nordens språkråd (NSR). Vidare var han mellan 1981 och 2008 chefredaktör för språkvårdstidskriften Språkbruk. Han skrev även i 28 år (1986–2013) en språkspalt vid namn Reuters ruta i Hufvudstadsbladet.
Han blev filosofie licentiat 1982 och var 1976–1987 forskare och 1987–1992 specialforskare med ansvar för den svenska språkvården vid Forskningscentralen för de inhemska språken i Finland (numera: Institutet för de inhemska språken). 1992 blev han utnämnd till chef för den svenska avdelningen som då gick under namnet Svenska språkbyrån. Reuter tillbringade under sin forskarutbildning i fonetik en termin vid Umeå universitet. Han promoverades till filosofie hedersdoktor vid Umeå universitet 2001 och utnämndes till riddare av första klassen av Nordstjärneorden 2006. Reuter tilldelades Svenska Akademiens Finlandspris 2015.

### Internet
- Personporträtt av Mikael Reuter (Schildts förlag). hämtat från the Wayback Machine (arkiverat 24 november 2011).
- ”Årets hedersdoktorer utsedda vid humanistisk fakultet”. Umeå universitet. 30 maj 2001. Arkiverad från originalet den 18 april 2013. http://archive.is/2013.04.18-131519/http://info.adm.umu.se/Nyheter/Pressmeddelande.aspx?id=672. Läst 11 januari 2012.